# (313) Chaldaea
(313) Chaldaea – planetoida z grupy pasa głównego asteroid okrążająca Słońce w ciągu 3 lat i 242 dni w średniej odległości 2,38 j.a. Została odkryta 30 sierpnia 1891 roku w Obserwatorium Uniwersyteckim w Wiedniu przez Johanna Palisę. Nazwa planetoidy pochodzi od Chaldejczyków, narodu zamieszkującego Babilonię.